# Ybbstaler Hütte
Die Ybbstaler Hütte ist eine Schutzhütte der Sektion Austria des Österreichischen Alpenvereins. Sie liegt auf 1343 m ü. A. in den Ybbstaler Alpen, etwa dreieinhalb Kilometer nordwestlich des Dürrensteins, und ist von Mai bis Oktober bewirtschaftet und bietet neben Verpflegung vier Zimmerlager und 43 Matratzenlager. Die Hütte trägt das Umweltgütesiegel für Alpenvereinshütten.
Die Hütte ist sowohl von Lunz am See als auch der Gemeinde Göstling erreichbar.

## Geschichte
Die Hütte wurde ursprünglich als Jagdhütte errichtet, 1920/21 von der Sektion Ybbstaler des DuOeAV gepachtet und in der Folge umgebaut. Erst ab 1925 erfolgte eine Sommerbewirtschaftung und ab 1933 der ganzjährige Betrieb. 1950 ging die Sektion Ybbstaler in der Sektion Austria des ÖAV auf, die damit auch die Hütte übernahm. 1987 erfolgte eine Generalsanierung der Hütte; im Mai 1989 konnte sie wieder eröffnet werden.

## Wanderungen
- Noten, 1640 m, der Hausberg der Hütte. Gehzeit: eine Stunde
- Dürrenstein, 1878 m. Gehzeit: etwa zwei Stunden

Die Ybbstaler Hütte ist auch Ausgangspunkt bzw. Zwischenstation zweier hochalpiner Wanderrouten:
- Drei-Seen-Tour
- Alpinweg[1] Hochkar-Dürrenstein